# Tōkyū série 6000
La série 6000 (6000系, 6000-kei) de Tokyu est un type de rame automotrice exploité depuis 2008 par la compagnie Tokyu dans l'ouest de Tokyo. C'est le second modèle de la compagnie à porter ce numéro. 

## Description
La série 6000 est basée sur la série précédente 5000. Les rames sont composées de 7 voitures avec chacune 4 paires de portes. Elles étaient à l'origine à 6 voitures.
L'espace voyageurs se compose de banquettes longitudinales avec des housses de siège de couleur orange. Trois voitures comprennent un espace pour les usagers en fauteuils roulants et les poussettes.

## Histoire
Les premières rames de la série 6000 sont entrées en service le 28 mars 2008.

## Services
Les rames sont affectées aux services express de la ligne Ōimachi.

## Galerie photos

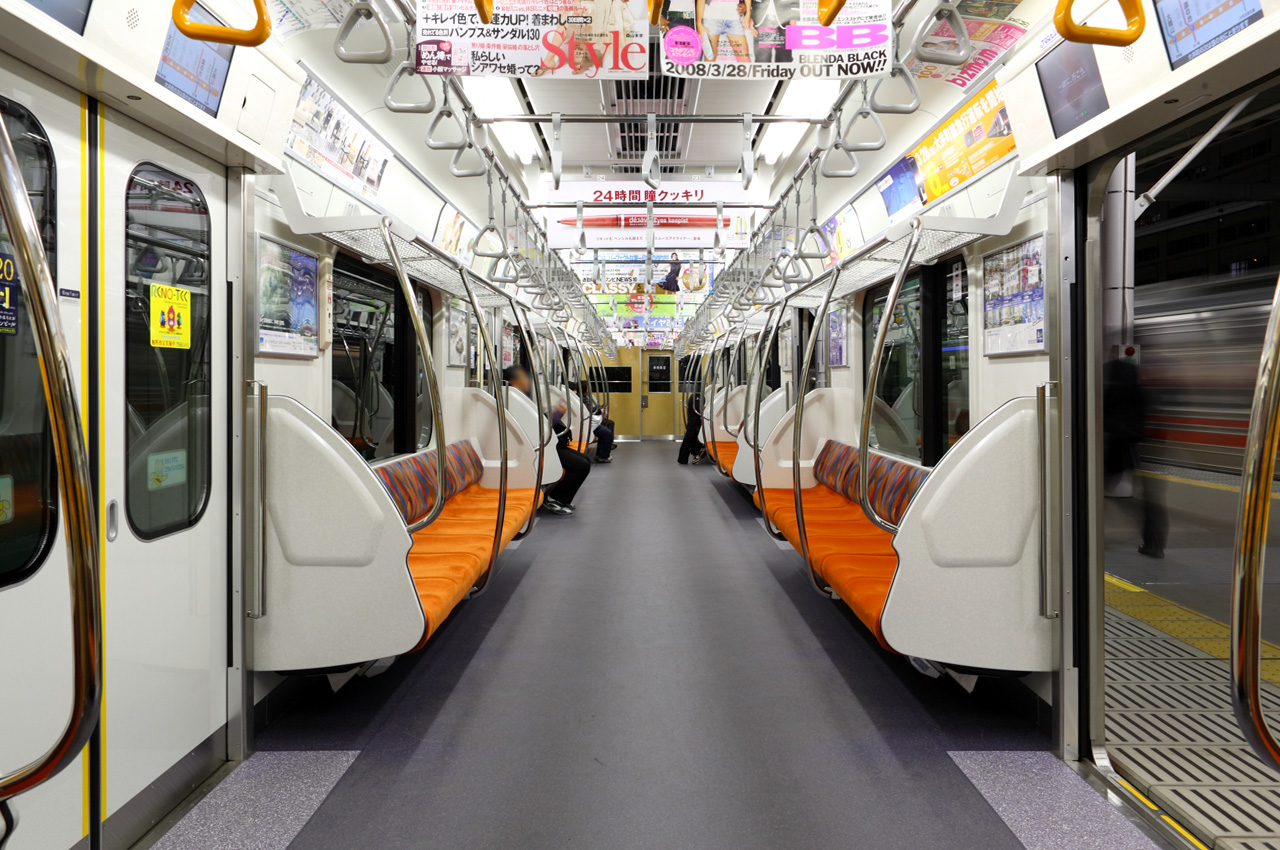
Intérieur de la rame.
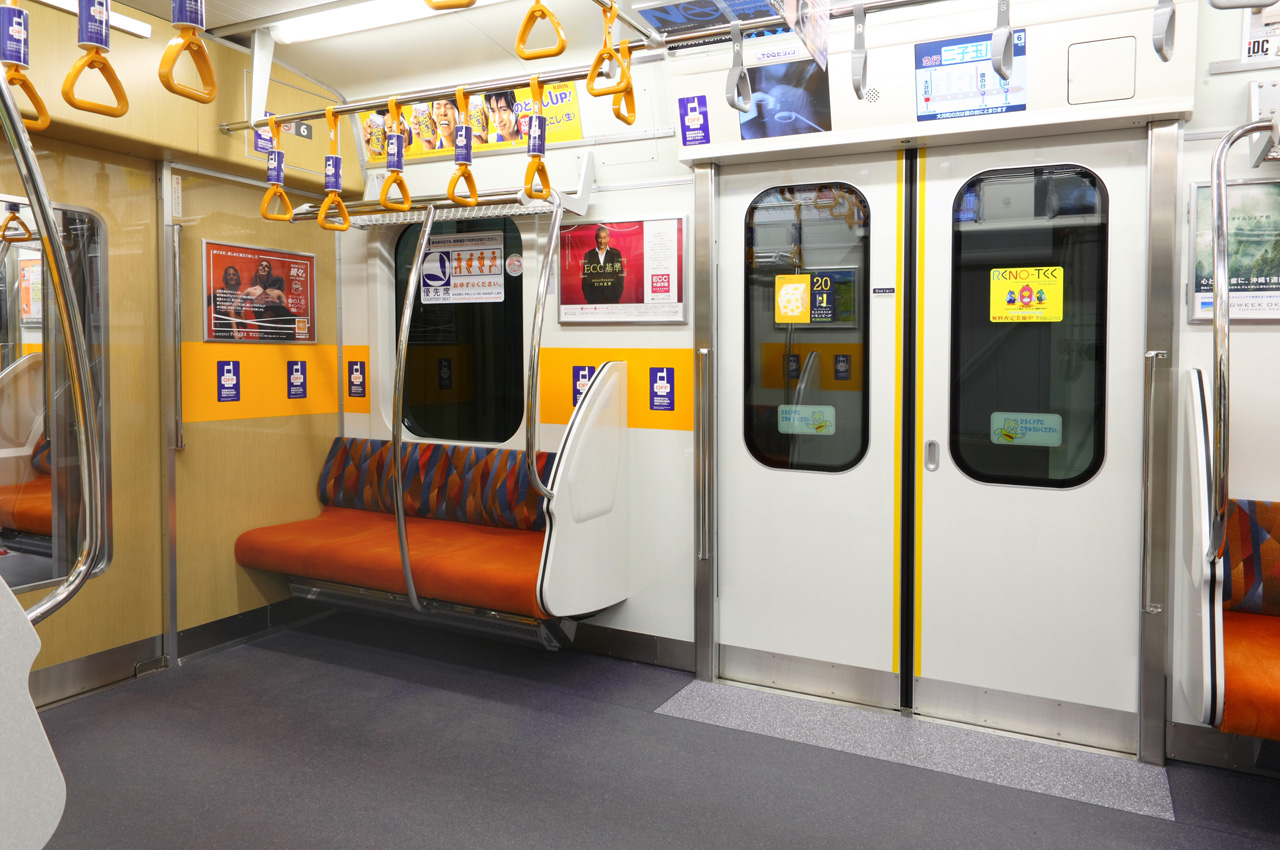
Sièges prioritaires.
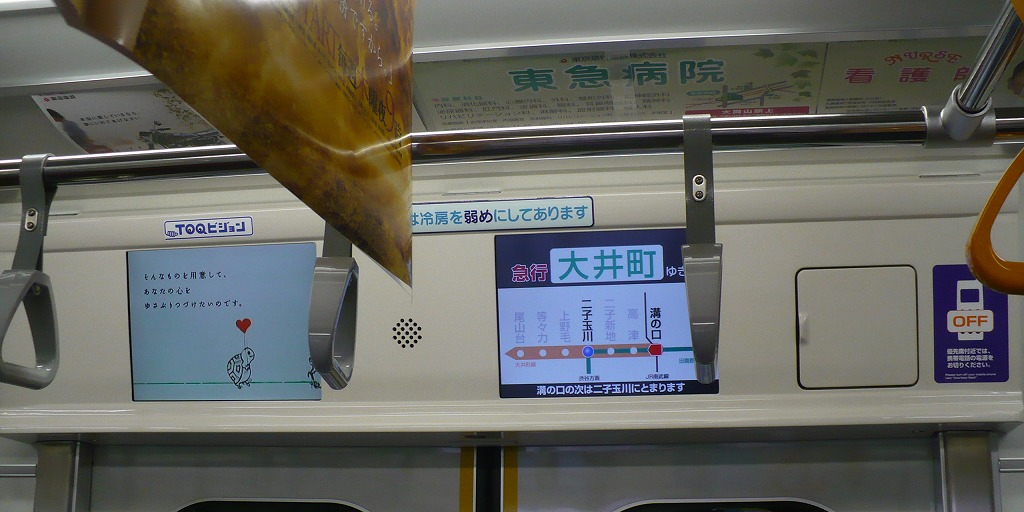
Ecrans d'information voyageurs.